# Кузгородь
Кузгородь (рос. Кузгородь) — присілок в Росії у складі Ардатовського району Нижньогородської області. Входить до складу Стексовської сільської ради.

## Населення
| 1999 | 2002 | 2010 |
| ---- | ---- | ---- |
| 99   | ↘83  | ↘54  |